# M. Butterfly (filme)
M. Butterfly é uma produção cinematográfica estadunidense, do 
gênero drama, dirigida por David Cronenberg e lançada em 1993. O filme é baseado na peça teatral homônima, do escritor David Henry Hwang, que, por sua vez, baseou sua obra na história real do diplomata francês Bernard Boursicot e de Shi Pei Pu, cantor da ópera de Pequim, ambos acusados e condenados por espionagem pelo governo francês.

## Sinopse
René Gallimard (Jeremy Irons) é um diplomata francês em Beijing, na China dos anos 1960. Apresentado à bela Song Liling (John Lone) numa recepção na embaixada, ele se apaixona pela cantora de ópera, que corresponde ao seu interesse. Song, entretanto, é uma espiã do governo chinês, com ordens de ganhar a confiança de René, estabelecer um relacionamento com ele e convertê-lo em agente duplo.
Apaixonado, René mantém um relacionamento duradouro com Song apesar de estar sempre viajando e vê-la durante os períodos em que vem à China. O governo chinês ordena que Song consiga um filho para selar mais ainda a relação entre os dois, de modo que, quando a situação política na China se complica e René perde acesso à "mulher" e ao filho, o governo o aborda, oferecendo-lhe a possibilidade de continuar mantendo contato com ambos, desde que passe informações secretas do governo francês. Temendo pela segurança da mulher e do filho, René se torna agente duplo.
Vinte anos se passam desde que Gallimard e Liling se conheceram e o diplomata francês parece ignorar, o tempo todo, que sua mulher era, na verdade, um homem - apesar de ser notório que a tradicional ópera chinesa é encenada somente por homens. Aparentemente, René estava convencido (ou queria se convencer) de que as reservas de Song em relação ao próprio corpo se deviam à rígida moral chinesa.
Entretanto, o governo francês acaba desconfiando de René, e ele é levado a julgamento por traição. Durante seu julgamento, é-lhe revelado que Song é homem. Obrigado a reconhecer a  verdade, René, já na prisão, assume a personalidade do ex-amante como Madama Butterfly, a mulher que morre por causa de um amor ilusório.

## Elenco
- Jeremy Irons como "René Gallimard"
- John Lone como "Song Liling"
- Ian Richardson como "Embaixador Toulon"
- Barbara Sukowa como "Jeanne Gallimard"
- Annabel Leventon como "Frau Baden"
- Shizuko Hoshi como " Camarada Chinês"
- Vernon Dobtcheff como "Agente Entacelin"

## Prêmios e Indicações
- 1994 - Vencedor do "Sant Jordi Awards" (Categoria:"Melhor Ator Estrangeiro", para Jeremy Irons)